# Vincent Michael Rizzotto
Vincent Michael Rizzotto (* 9. September 1931 in Houston; † 17. Januar 2021 ebenda) war ein US-amerikanischer Geistlicher und Weihbischof in Galveston-Houston. 

## Leben
Vincent Michael Rizzotto, jüngstes von neun Geschwistern, empfing nach seiner theologischen Ausbildung am St. Mary Seminary in La Porte am 26. Mai 1956 die Priesterweihe für das Bistum Galveston. An der Katholischen Universität von Amerika in Washington, D.C. studierte er kanonisches Recht.
Von 1967 bis 1972 war er am Diözesanehegericht tätig und Seelsorger der Allerheiligenkirche (All Saints Catholic Church) in Houston, anschließend Pastor an der St. Francis de Sales Church. 1978 wurde er zum Päpstlichen Ehrenkaplan ernannt (Monsignore). Von 1982 bis 2002 war er Pastor der St. Cecilia Church und hatte in mehreren Erzdiözesen tätige Aufgaben einschließlich die des Generalvikars.
Papst Johannes Paul II. ernannte ihn am 22. Juni 2001 zum Titularbischof von Lamasba und Weihbischof in Galveston-Houston. Der Bischof von Galveston-Houston, Joseph Anthony Fiorenza, spendete ihm am 31. Juli desselben Jahres die Bischofsweihe; Mitkonsekratoren waren Patrick Fernández Flores, Erzbischof von San Antonio, und John Edward McCarthy, Bischof von Austin. Sein bischöfliches Motto war Mach uns eins in Christus.
Am 6. November 2006 nahm Papst Benedikt XVI. seinen altersbedingten Rücktritt an.